# 大三角測量

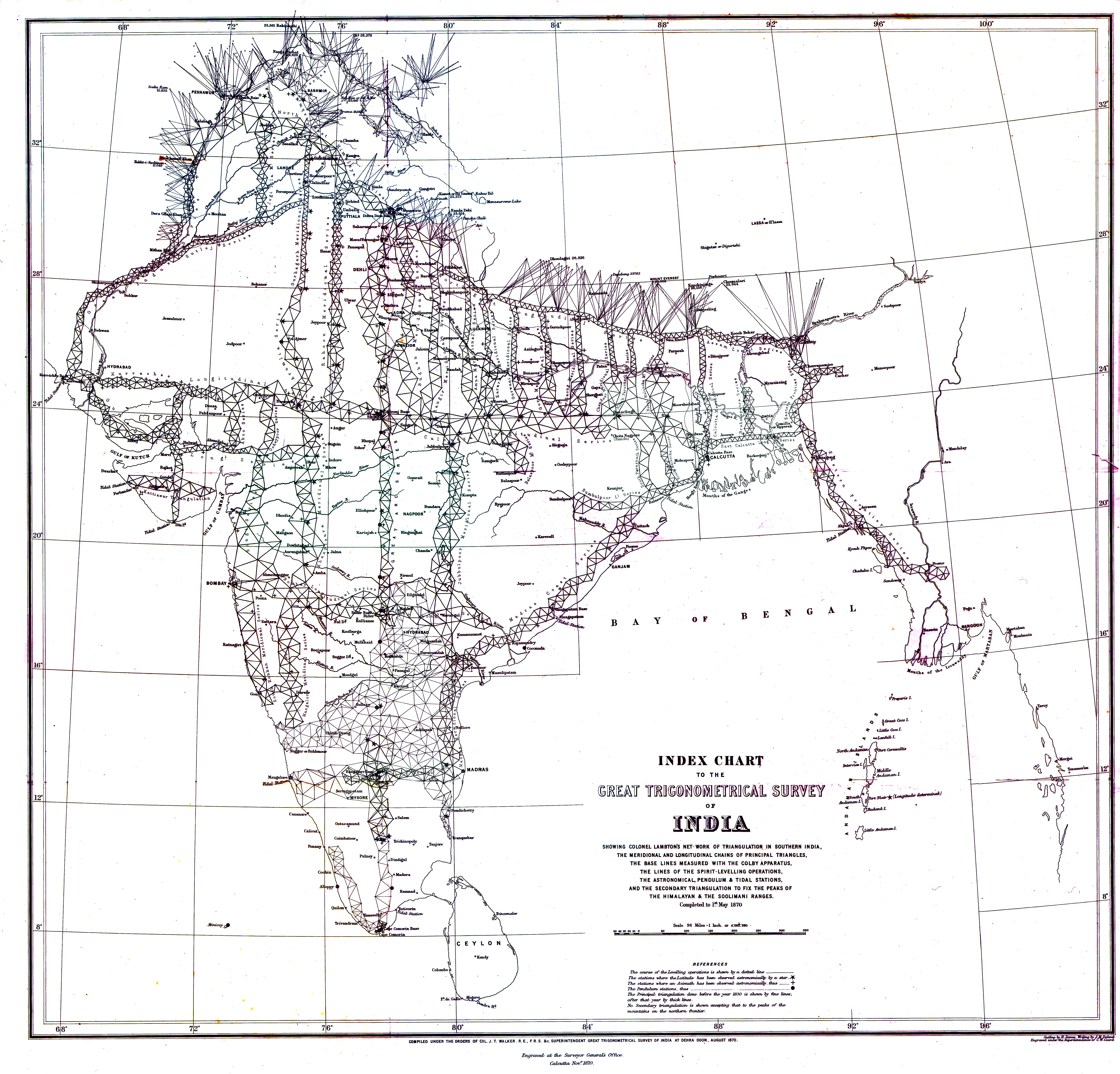
1870年に作成された、大三角測量で使用された三角形を示す地図

大三角測量（だいさんかくそくりょう、英語: Great Trigonometrical Survey）とは、19世紀にイギリスによって行われた、インド亜大陸全体の測量計画である。
1802年にイギリス東インド会社の後援で歩兵将校ウィリアム・ラムトンによって始められた。その後継者であるジョージ・エベレストのリーダーシップの下で、このプロジェクトはインド測量局が実行した。その後はアンドリュー・スコット・ウォーが引き継ぎ、1861年以降はジェームス・トーマス・ウォーカーが主導した。大三角測量は1871年に完了した。
この測量により、多くの成果が得られた。その中には、インドのイギリス領土の境界の確定と、ヒマラヤ山脈の巨峰であるエベレスト・K2・カンチェンジュンガの標高の測定があった。この測量は、科学にも非常に大きな影響を与えた。経度の円弧を初めて正確に測定し、アイソスタシーの理論につながった鉛直線偏差を測定した。
現地の測量士はパンディット(pandit)と呼ばれる。著名なパンディットには、ナイン・シン・ラワットやマニ・シン・ラワットがいる。

## 歴史

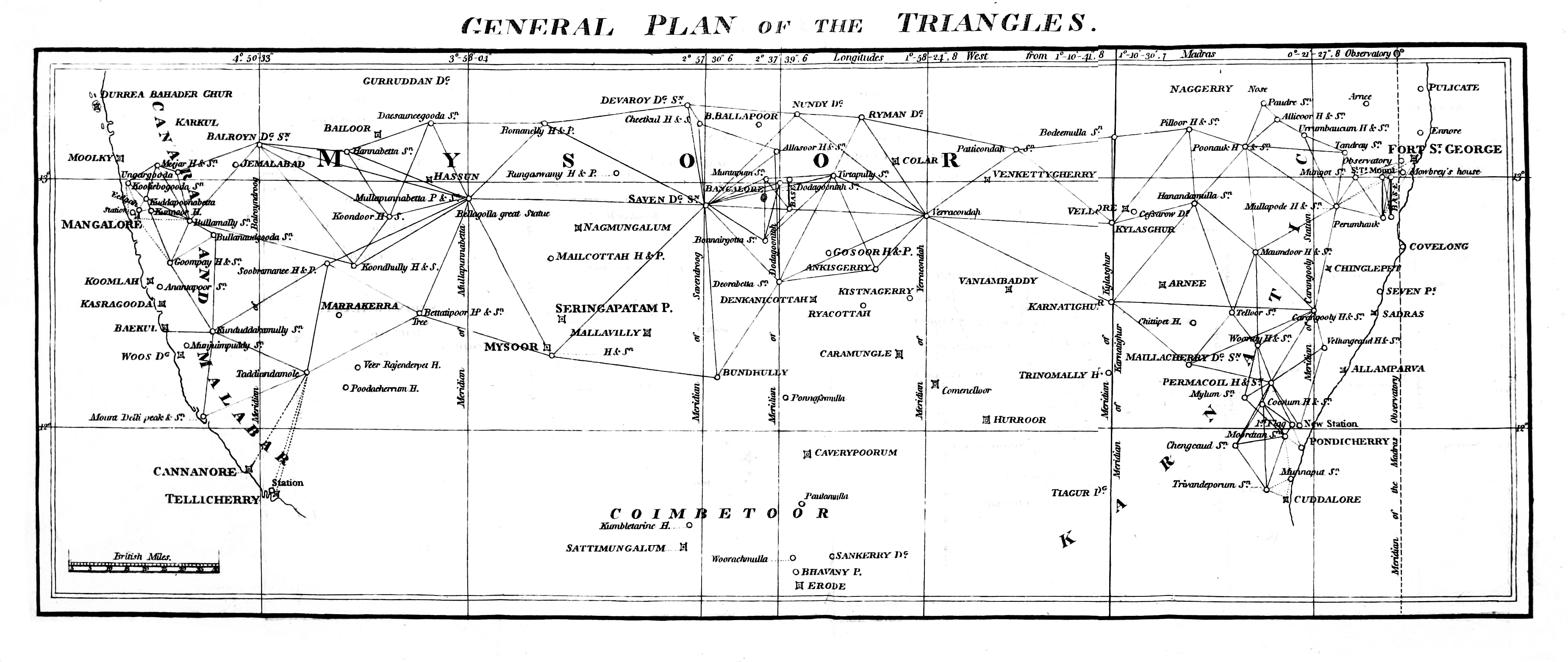
半島を横断する最初の三角測量

イギリス東インド会社は、1600年の創業から19世紀初頭にかけて、インド亜大陸における領土を拡大した。新しい領土の取得に伴い、領土の地図の作成や情報の収集のために、多くの探検家や地図製作者を雇った。その中で最も著名なのは、1767年からベンガルで活動を行ったジェイムズ・ レンネルである。レンネルが地図の製作を進める中で、正確な測量が行われていないことによる、様々な重大な欠陥が表面化した。1800年にイギリスが第四次マイソール戦争に勝利し、南インド全域に覇権を確立した直後、測量の経験がある歩兵少佐のウィリアム・ラムトンは、新たに獲得したマイソールの領土から、最終的にはインド全土に渡る三角測量を開始した。

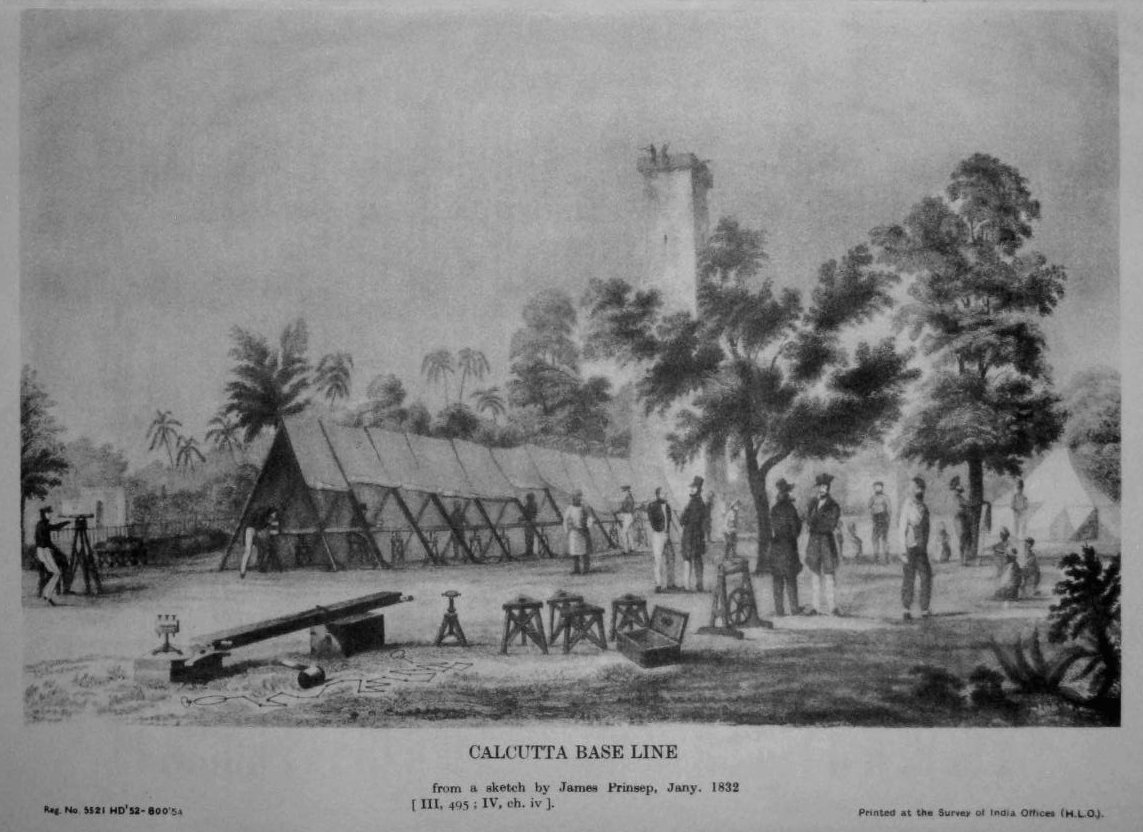
ジェームズ・プリンセプのスケッチによる1832年のカルカッタ基線の測定の様子。測量士が杭に支えられた測鎖を伸ばしている。測鎖は、熱膨張による誤差を減らすために日陰に収められており、望遠鏡を使用して調整されている。

インドの大三角測量は、1802年4月10日にマドラス付近の基線の測量から開始された。ラムトン少佐は、北端にセントトーマス山、南端にペルンバウクの丘のある平野を選択した。基線の長さは7.5マイル（約12.1キロメートル）だった。テリシェリーとカンナノールの沿岸地点を見渡せる高い見晴らしの良い場所を見つけるために、ケイター中尉が西の丘に派遣された。選ばれた丘は、エスヒマラとタディヤンダモールだった。両地点間の距離は360マイル（約580キロメートル）で、この測線の測量は1806年に完了した。東インド会社は、このプロジェクトは5年程度で完了すると考えていたが、1857年のインド大反乱により東インド会社によるインド支配が終わってもまだ完了せず、最終的に70年近くかかった。測量する範囲が広大なため、インド全土を三角測量するのではなく、北から南、東から西に走る三角測量の帯により、彼らが"gridiron"（焼き網）と呼んだ格子状の測量網を作成した。時には、測量隊の人数が約700人にもなることがあった。

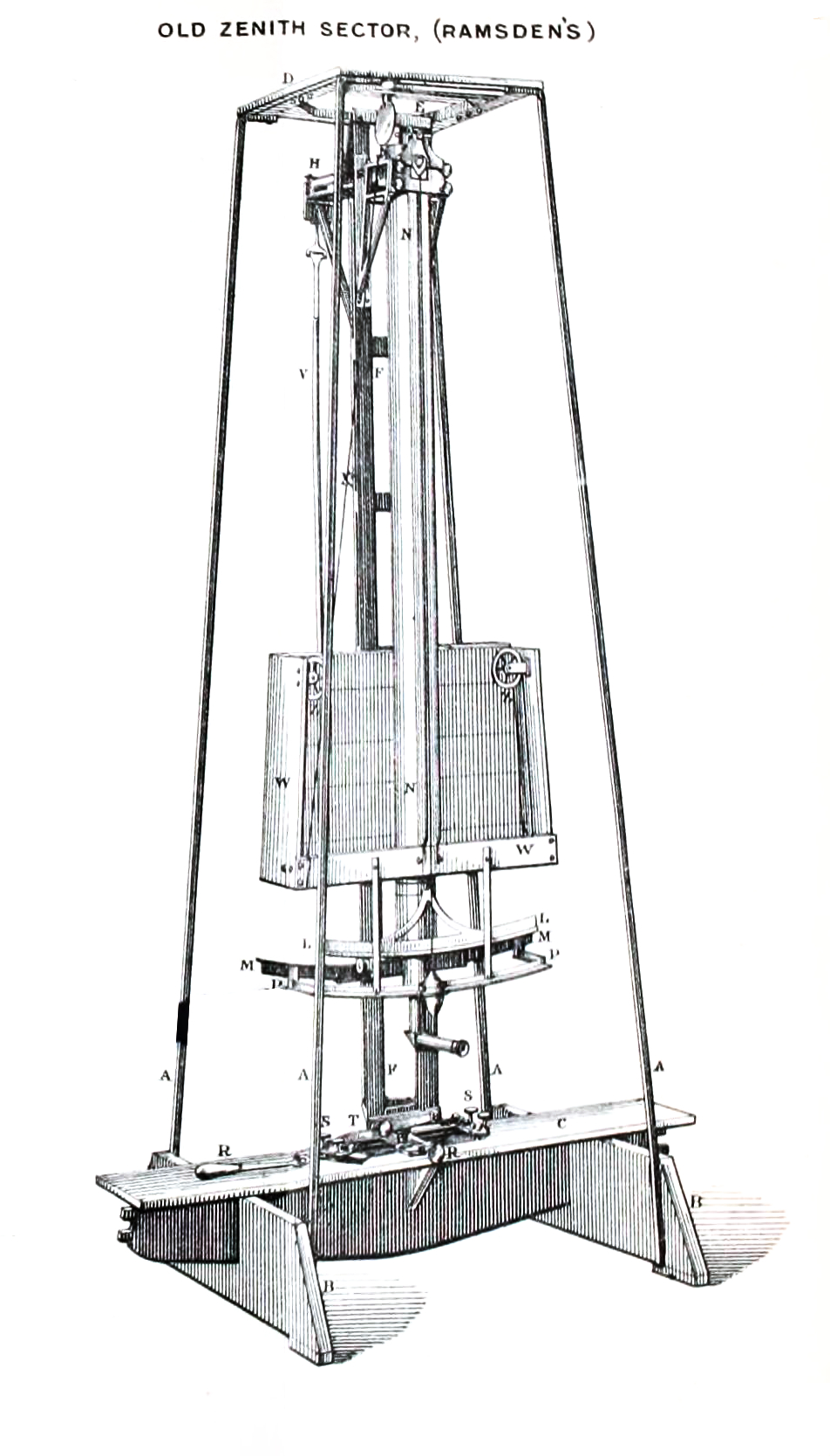
天頂望遠鏡は、正確な角度目盛りがついた上向きの望遠鏡である。極星の直接測定は屈折によって影響を受ける可能性があるため、天頂に近い、極星からの赤緯が既知の恒星を使用して緯度を決定した。

三角測量は、他の調査、特に地形調査や収益調査とは独立して実施された。1875年に、調査予算を24万ポンドから20万ポンドに削減するという決定が下された。これにより、測量監督のジェームス・トーマス・ウォーカー大佐の下で再編が行われ、三角測量、地形調査、収入調査がインド測量局に統合された。

## 使用した機器と測量方法

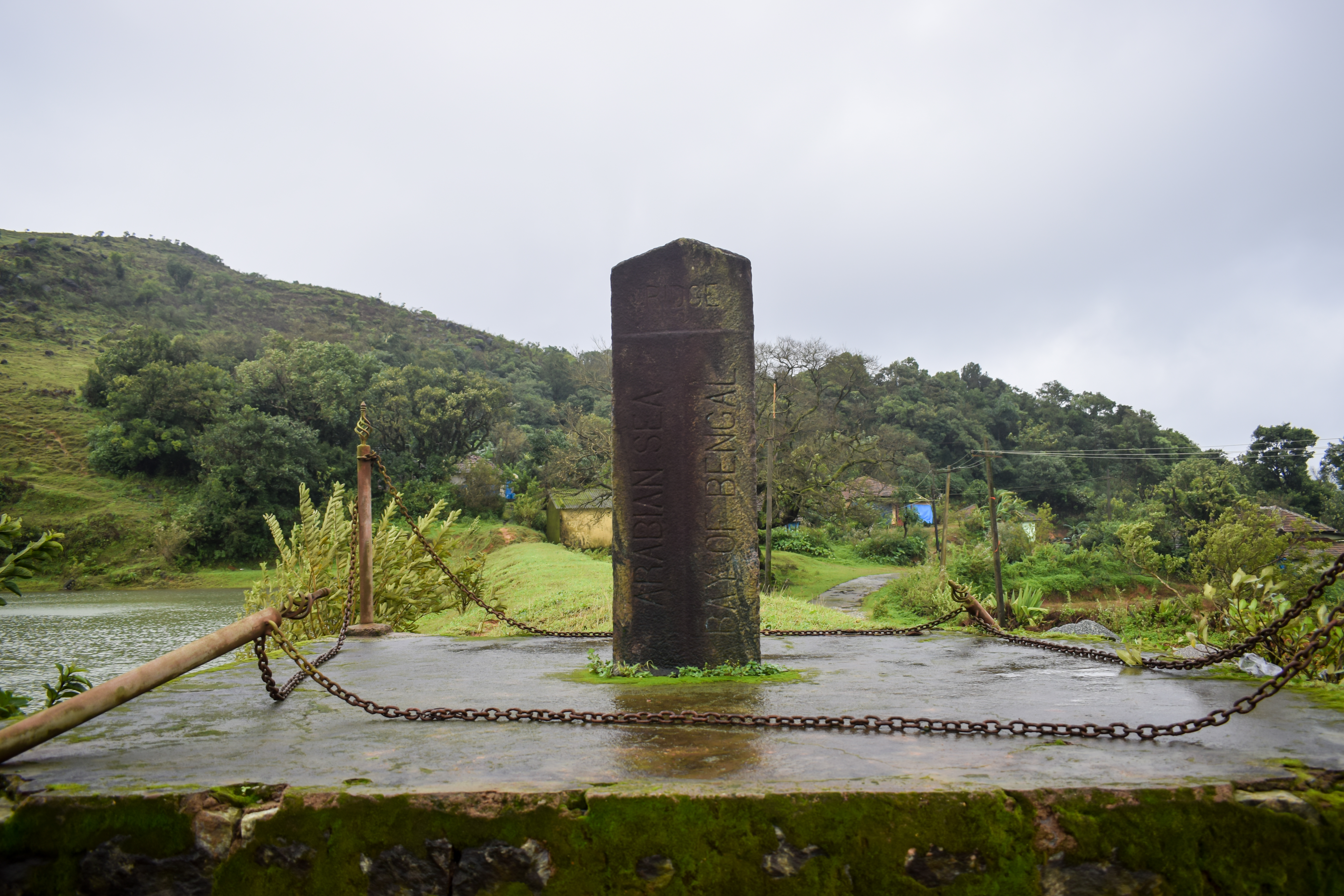
カルナータカ州ビスルに存在する大三角測量の分水嶺碑

三角測量は、慎重に測定したいくつかの基線に基づいていた。最初の基線は、その後の測量の精度がそれに大きく依存するため、細心の注意を払って測量された。様々な補正（主に温度）が適用された。特に精密な折り畳み式測鎖が使用され、これを水平の台に置き、太陽の光が当たらないように覆いをし、一定の張力で引っ張った。初期の測量では、ウィリアム・キャリーが作った大きくて嵩張るセオドライト、ジェシー・ラムスデンが作った天頂望遠鏡、100フィート（約30メートル）の測鎖が使用された。後の測量では、よりコンパクトなセオドライトが使用された。

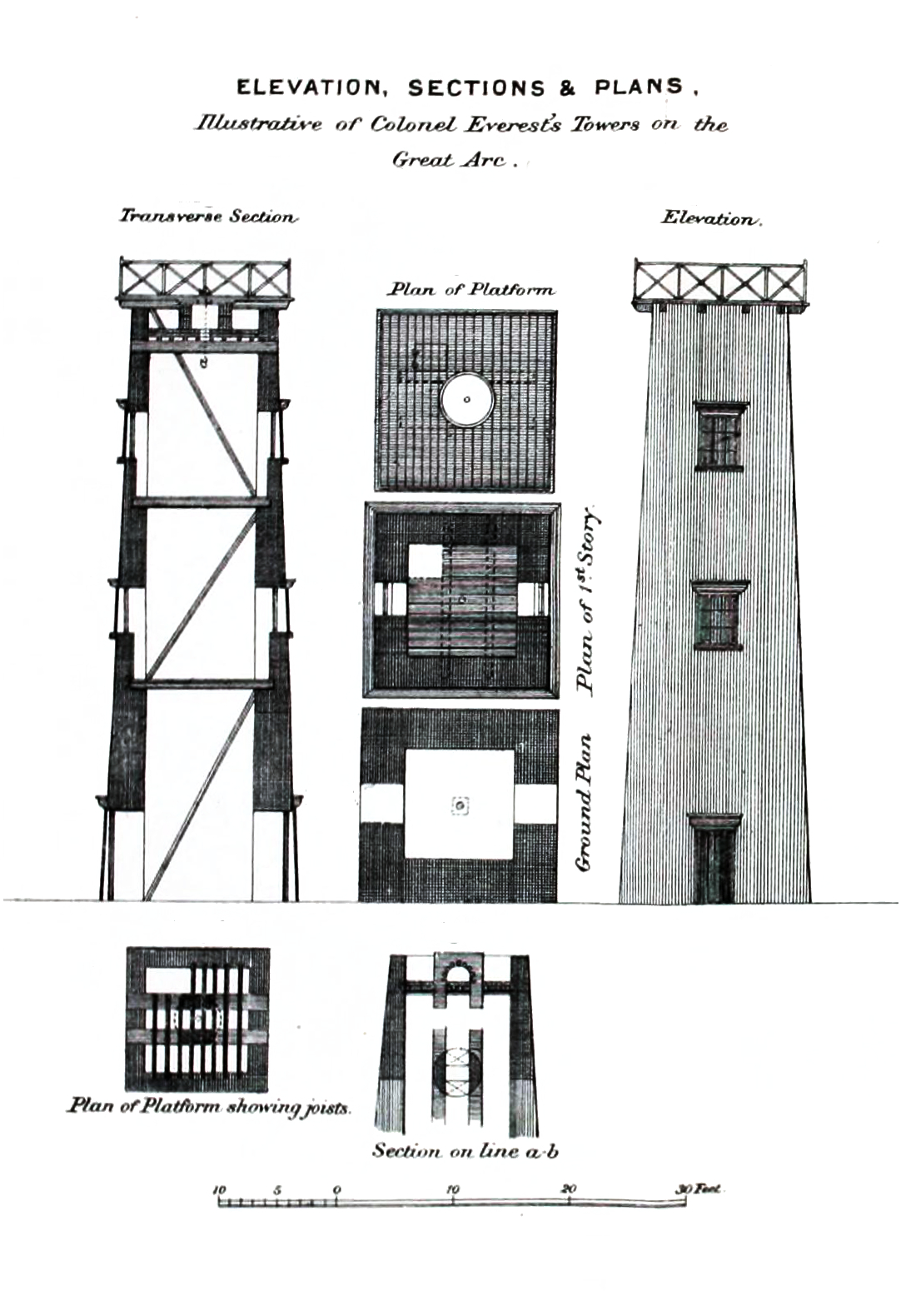
ジョージ・エベレストが機器を収容するために使用した測量塔

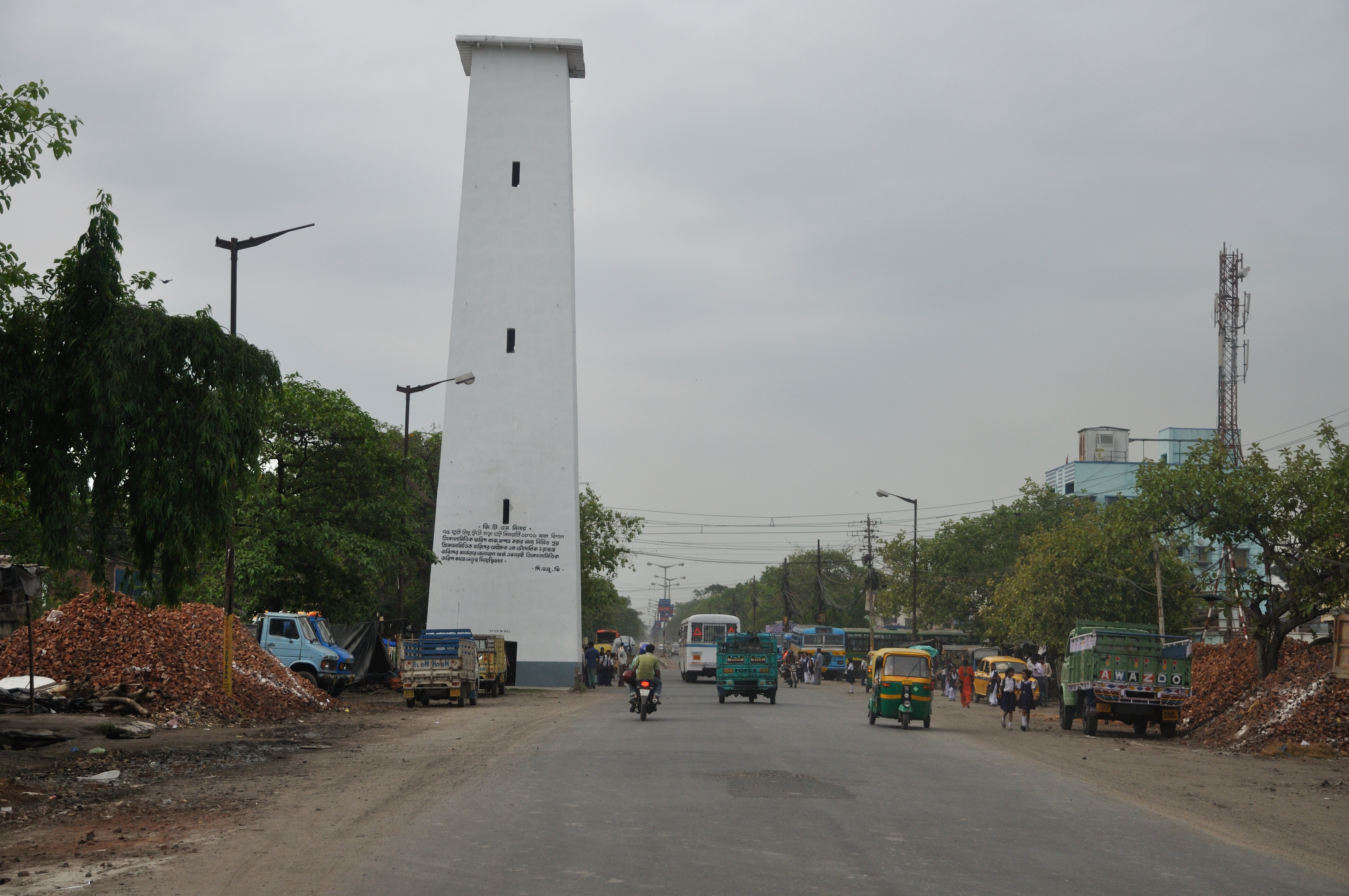
コルカタ付近に現存する測量塔（2012年）

政府の標準の契約システムを介して常に正確な測量機器が購入できるとは限らず、エベレストが個人的に機器の構築を監督した。彼は機器製造者のヘンリー・バローに対し、カルカッタに機器製造会社を設立させた。この会社はバローからアーコットのサイード・モーシンに引き継がれ、彼の死後、機器はヨークのクックから供給された。

### 補正
高い精度を実現するために、単純な三角法から計算された全ての距離に対して、多くの補正が適用された。
- 地球の曲率（英語版）
- 地球の曲率の非球面性
- 振り子と鉛直線に対する山の重力の影響[11]
- 大気差
- 海抜

## 監督者
- 1818–1823年 – ウィリアム・ラムトン（英語版）
- 1823–1843年 – ジョージ・エベレスト
- 1843–1861年 – アンドリュー・スコット・ウォー
- 1861–1884年 – ジェームス・トーマス・ウォーカー（英語版）
- 1885–1911年 – シドニー・ジェラルド・バラード（英語版）
- 1912–1921年 – ジェラルド・レノックス＝カニンガム（英語版）